# Концерт ( Лоренцо Коста )
Концерт — картина італійського художника феррарської школи Лоренцо Коста. Зберігається в Національній галереї в Лондоні. Деякий час приписувалась Ерколе де Роберті.

## Концерт
Тема музичних вечорів швидко використовувалась італійськими художниками. Зали палаців прикрасили так звані «Концерти», які малювали  Тербрюгген, Матіа Преті,  Гверчіно, Караваджо, і Бабюрен. Зазвичай це одна чи декілька постатей з музичними інструметами, де один-троє грають, підспівують, або слухають музику.

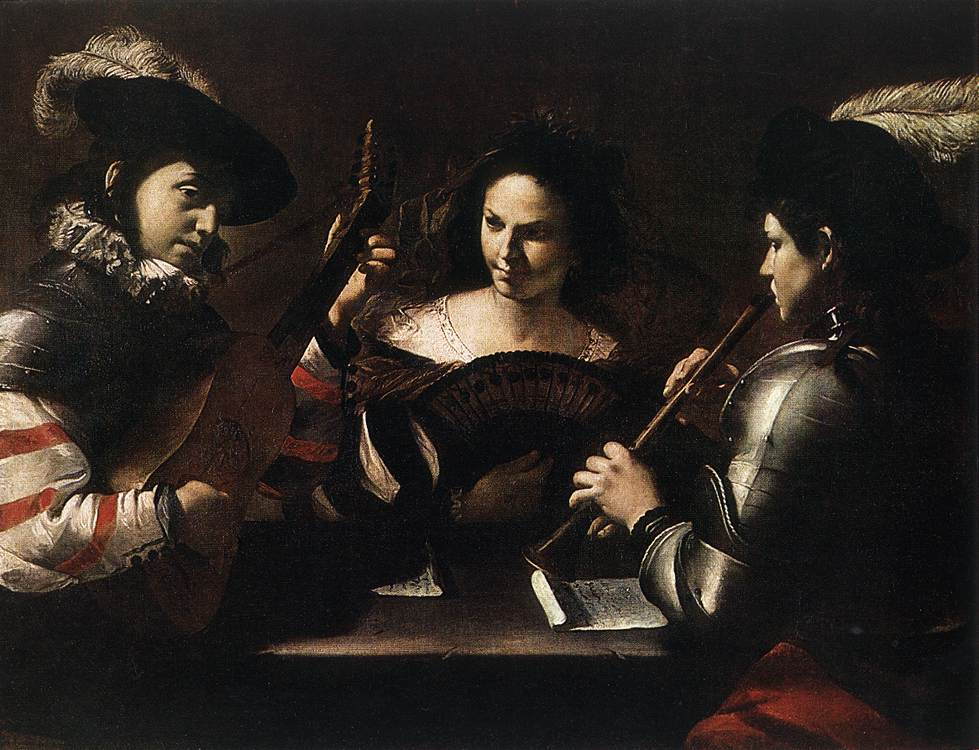
Матіа Преті, Концерт. Ермітаж, Петербург
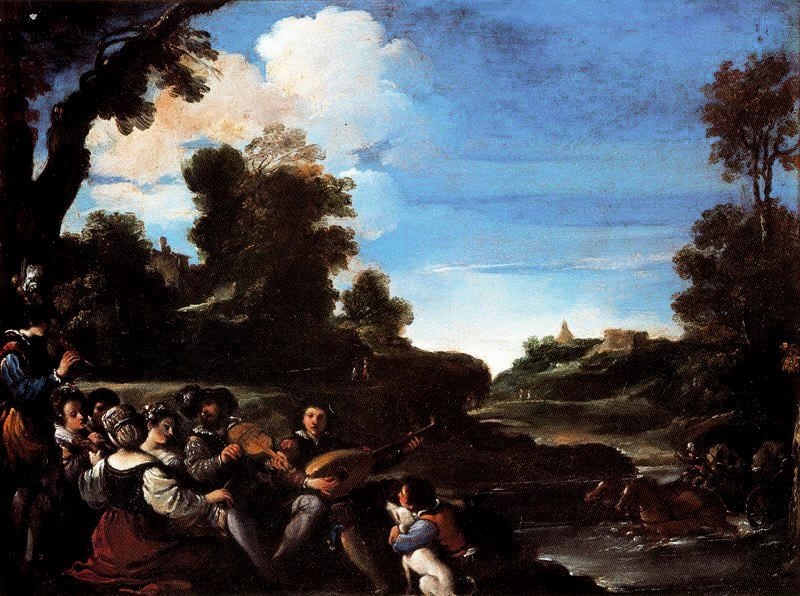
Гверчіно, Концерт, Флоренція Уффіці.
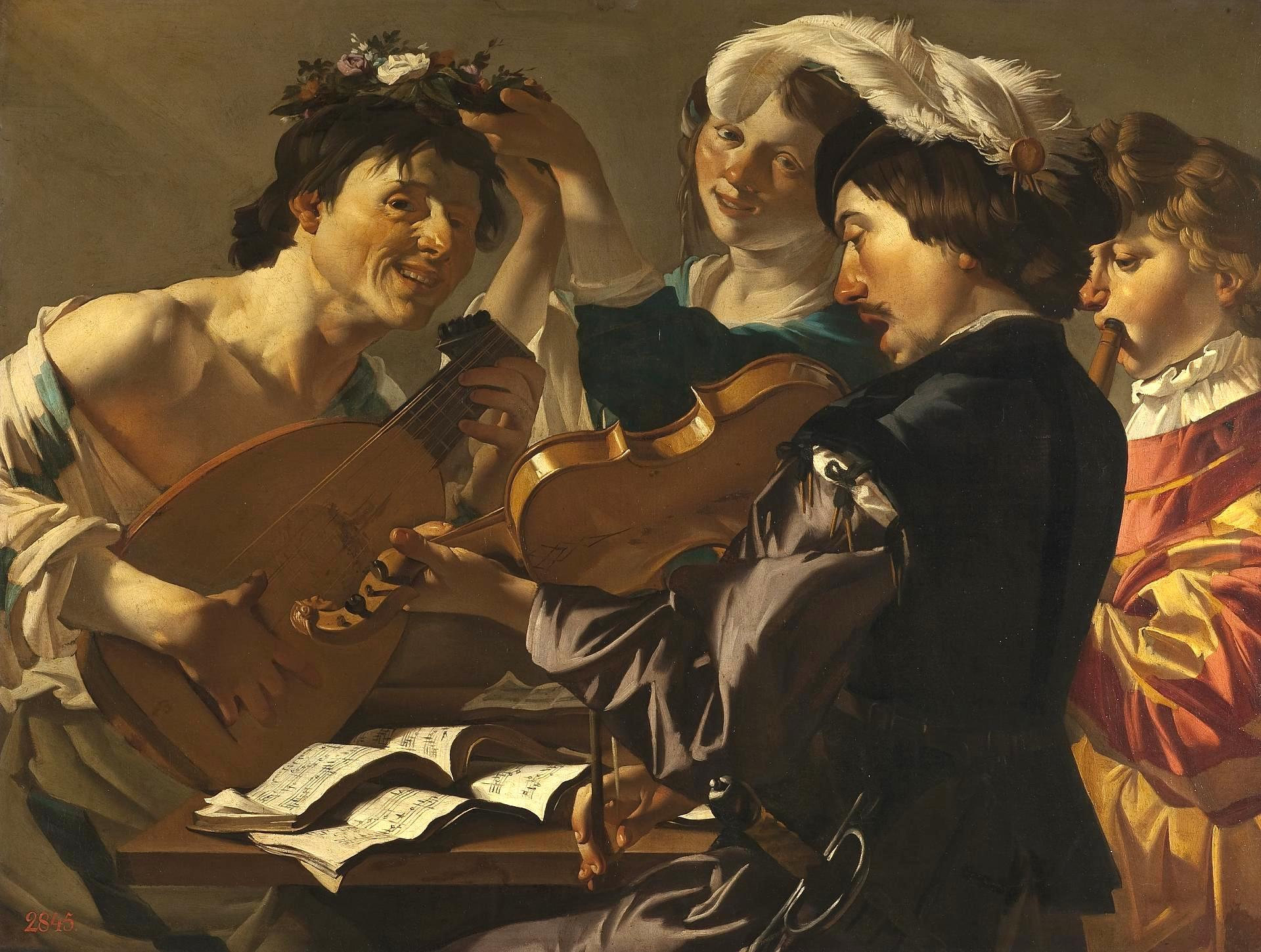
Бабюрен, Концерт

Одна з перших композицій на цю тему була створена Лоренцо Коста наприкінці XV ст. Парубок з лютнею постав біля мармурового парапету. На ньому лежать невеличкі книжки з нотами. Дівчина парубка стала поряд і поклала на плече хлопця долонь на знак довіри і приязні. Трохи позаду близький приятель, що почув співи і підтримав їх. Ніхто не позує художнику, бо мелодія причарувала всіх і нема ніякого діла ні до сутінок за плечіма, ні до художника, що старанно малює привабливу молодь.